# Фругони, Эмилио
Эмилио Фруго́ни Кейро́ло (исп. Emilio Frugoni Queirolo; 30 марта 1880 — 28 августа 1969) — уругвайский политический деятель социалистического толка, юрист, поэт, публицист и журналист. Основал Социалистическую партию Уругвая (СПУ) в 1910 году, был её первым генеральным секретарем и первым представителем в Палате депутатов.

## Биография

### Ранние годы
Эмилио Фругони родился в Монтевидео, был одним из четырёх детей дона Доминго Фругони и доньи Хозефины Кейроло. Окончил университет в Монтевидео (ныне Университет Республики) в 1909 году.
Во время политического противостояния в 1904 году присоединился к лагерю Хосе Батлье-и-Ордоньеса и дослужился до звания лейтенанта, однако по окончании конфликта призвал больше никогда не давать втягивать народные массы в кровавое соперничество между партиями Колорадо и Бланко.

### Во главе уругвайской социал-демократии
В написанной в декабре 1904 году «Исповеди социалиста», частично опубликованной в газете El Día постулировал отличный путь для трудящихся — создание собственной партии. Вместе с тем, в социалистическом движении находился на его правом, умеренном крыле, близком к бернштейнианскому ревизионизму и реформизму. В своей статье «Социализм не насилие, не грабеж, не перераспределение» (El Socialismo no es la violencia, ni el despojo, ni el reparto) писал:

«Социалистическая партия, являясь революционной по своим целям, не является повстанческой по своим средствам и не собирается бросать пролетариев на бесплодную борьбу, при этом она не стремится взять политическую власть в руки рабочего класса, прежде чем она воспользуется возможностями работы в рамках мирных норм, допускаемых развитием его организационных и гражданских способностей (…) мы будем бороться с буржуазным строем — социальным, экономическим и правовым — основанным на классовом неравенстве и освящающем его, но мы не будем менять „общественный строй“, ставя себя за рамки законности (…), не будем занимать подрывную позицию по отношению к нашему конституционному строю».
В 1920 году он потребовал от партии согласовать свою позицию в отношении Октябрьской революции и большевизма. На съезде 1921 года СПУ проголосовала за присоединение к Коминтерну и преобразовалась в Коммунистическую партию Уругвая (КПУ); Фругони отказался присоединиться к партийной линии и во главе партийного меньшинства (которое представляли лишь 10 % делегатов) переосновал СПУ как некоммунистическую группу. На выборах 1928 года КПУ получила 3911 голосов, а СПУ — 2931.

### Оппозиционер и посол в СССР
В 1925 году Фругони, с 1910 года неоднократно избиравшийся депутатом парламента, стал профессором факультета права и социальных наук Университета Республики, в 1932—1934 годах — декан факультета. Несмотря на свой статус, он как противник авторитарного президента Габриэля Терры в 1930-х годах был заключён в тюрьму, а затем сослан. Избранный депутатом в 1934 году, он вновь выступил против диктатуры и после присяги Терры заявил, что считает её недействительной, поскольку президент доказал, что не придерживается данных обещаний, после чего направился из здания парламента в штаб-квартиру СПУ, в которую ворвалась полиция. Фругони также был редактором газеты «Хустисия» (Justicia).
В годы Второй мировой войны президент Хуан Хосе де Амисага назначил Фругони Чрезвычайным и полномочным послом Уругвая в СССР. Уйдя в отставку и вернувшись в Монтевидео, Фругони в 1947 году выступил как резкий критик советской политики, критикуя «псевдоколлективизм» и пренебрежение к личности в сталинской системе в книге «Красный сфинкс» (La Esfinge Roja; 1948).

### Социалистическое движение
С середины 1950-х годов в партии происходило идеологическое обновление: Соцпартия дистанцировалась от изначальной идеологии Эмилио Фругони, близкой к правому крылу европейской социал-демократии. Когда внутри СПУ возобладало левое антиимпериалистическое течение, Фругони в январе 1963 года покинул партию и создал собственное Социалистическое движение (Movimiento Socialista), с которым участвовал в выборах 1966 года.
Однако когда правительство Хорхе Пачеко Ареко объявило СПУ вне закона, закрыло её орган El Sol и заняло штаб-квартиру партии, «Народный дом» (La Casa del Pueblo), Фругони отверг возможность того, что Социалистическое движение может заместить преследуемую Соцпартию. После его смерти Социалистическое движение вступило в тесный союз с СПУ; в настоящее время политическая мысль Фругони интегрирована в партийную линию СПУ.

### Литературное творчество
Литературную деятельность Фругони начал сборниками стихов «Под твоим окном» (1900) и «Вечная песнь» (1907), в которых заметно влияние модернизма. В сборниках «Гимны» (1916), «Поэмы Монтевидео» (1923), «Эпопея города» (1927) преобладают социальные мотивы. Фругони также известен как автор социально-политических, философских, литературоведческих и мемуарных работ, в том числе «Новые основы» (1919), «Социализм, батльизм и национализм» (1928), «Из Монтевидео в Москву» (1945), «Генезис, сущность и основы социализма» (1947) и т. д.

## Комментарии
1. ↑  Испанизированный вариант итальянской фамилии Квейроло/Куейроло (it:Queirolo).